# Suspilne
Suspilne (en ukrainien : Суспільне, litt. Public), en forme longue Suspilne Movlennia (Суспільне Мовлення, litt. Radiodiffusion publique) est une entreprise nationale ukrainienne rassemblant les activités de l'audiovisuel public en Ukraine.
Elle opère une chaîne de télévision généraliste, Pershyi, la seule à pouvoir être reçue sur la quasi-totalité du territoire national par voie hertzienne (couvrant environ 97 % du territoire ukrainien), une chaîne à vocation culturelle, Suspilne Kultura, vingt-quatre chaînes régionales et quatre stations de radio : Radio Ukraine, Radio Promin, Radio Kultura et Radio Ukraine International.
Cette entreprise fait partie de l'Union européenne de radio-télévision et elle est, en outre, actionnaire d'Euronews SA.

## Histoire
Les premiers essais de transmission d'émissions de télévision en Ukraine sont réalisés depuis Kiev quelques mois avant le début de la seconde guerre mondiale, le 1er février 1939. D'une durée de quarante minutes, ce test est limité à la diffusion d'un portrait de Grigori Ordjonikidze. Les essais techniques de la station de télévision ukrainienne ne peuvent cependant guère se poursuivre du fait du déclenchement des hostilités, et sont reportés sine die.
De nouvelles expérimentations sont menées dans les années de l'immédiat après-guerre. Le 6 novembre 1951, c'est une télévision ukrainienne encore balbutiante qui diffuse un film patriotique, prélude aux célébrations du 34e anniversaire de la Révolution d'Octobre retransmises le lendemain. Le 1er mai 1952 voit pour la première fois la retransmission d'un concert. C'est également à cette époque qu'apparaît sur les écrans la première présentatrice de la télévision ukrainienne, Novela Separionova.
L'immeuble de la télévision de Kiev (succursale de la télévision centrale soviétique) est inauguré en 1953, peu de temps après l'ouverture des centres de Moscou et de Léningrad. Il faut cependant attendre encore trois ans pour que débutent les émissions régulières.
Un projet de libéralisation de l'entreprise, passant par un changement de statut (d'entreprise nationale à entreprise publique) est en cours d'étude en 2009. Adoptée, cette réforme a pour but de réduire l'influence du gouvernement et permettre la mise en œuvre de nouveaux projets de développement, parmi lesquels la création de chaînes thématiques.
Une nouvelle société opérant les activités TV et radio, Natsionalna Suspilna Teleradiokompaniia Ukrainy (Національна суспільна телерадіокомпанія України) est créée le 8 avril 2015 et est désignée par l'appellation UA:Suspilne Movlennia (UA:Суспільне Мовлення) ou UA:PBC. Le groupe audiovisuel est renommé Suspilne (Суспільне, pour Public) le 5 décembre 2019, avec une nouvelle identité visuelle présentée le 23 mai 2022.

## Télévision
| Chaîne                   | Logo | Format                      |
| ------------------------ | ---- | --------------------------- |
| Pershyi                  |      | 576i 16:9(SDTV) 1080i(HDTV) |
| Suspilne Kultura         |      | 576i 16:9(SDTV) 1080i(HDTV) |
| Suspilne Sport           |      | 576i 16:9(SDTV) 1080i(HDTV) |
| Suspilne Vinnytsia       |      | 576i 16:9(SDTV) 1080i(HDTV) |
| Suspilne Dnipro          |      | 576i 16:9(SDTV) 1080i(HDTV) |
| Suspilne Donbas          |      | 576i 16:9(SDTV) 1080i(HDTV) |
| Suspilne Zhytomyr        |      | 576i 16:9(SDTV) 1080i(HDTV) |
| Suspilne Zaporizhzhia    |      | 576i 16:9(SDTV) 1080i(HDTV) |
| Suspilne Ivano-Frankivsk |      | 576i 16:9(SDTV) 1080i(HDTV) |
| Suspilne Kyiv            |      | 576i 16:9(SDTV) 1080i(HDTV) |
| Suspilne Krym            |      | 576i 16:9(SDTV) 1080i(HDTV) |
| Suspilne Kropyvnytskyi   |      | 576i 16:9(SDTV) 1080i(HDTV) |
| Suspilne Lutsk           |      | 576i 16:9(SDTV) 1080i(HDTV) |
| Suspilne Lviv            |      | 576i 16:9(SDTV) 1080i(HDTV) |
| Suspilne Mykolaiv        |      | 576i 16:9(SDTV) 1080i(HDTV) |
| Suspilne Odesa           |      | 576i 16:9(SDTV) 1080i(HDTV) |
| Suspilne Poltava         |      | 576i 16:9(SDTV) 1080i(HDTV) |
| Suspilne Rivne           |      | 576i 16:9(SDTV) 1080i(HDTV) |
| Suspilne Sumy            |      | 576i 16:9(SDTV) 1080i(HDTV) |
| Suspilne Ternopil        |      | 576i 16:9(SDTV) 1080i(HDTV) |
| Suspilne Uzhhorod        |      | 576i 16:9(SDTV) 1080i(HDTV) |
| Suspilne Kharkiv         |      | 576i 16:9(SDTV) 1080i(HDTV) |
| Suspilne Kherson         |      | 576i 16:9(SDTV) 1080i(HDTV) |
| Suspilne Khmelnytskyi    |      | 576i 16:9(SDTV) 1080i(HDTV) |
| Suspilne Cherkasy        |      | 576i 16:9(SDTV) 1080i(HDTV) |
| Suspilne Chernivtsi      |      | 576i 16:9(SDTV) 1080i(HDTV) |
| Suspilne Chernihiv       |      | 576i 16:9(SDTV) 1080i(HDTV) |

## Radio
| Chaîne                      | Logo |
| --------------------------- | ---- |
| Ukrainske Radio             |      |
| Radio Promin                |      |
| Radio Kultura               |      |
| Radiotochka                 |      |
| Radio Ukraine International |      |

## Digital
| Média            | Logo |
| ---------------- | ---- |
| Suspilne Novyny  |      |
| Suspilne Sport   |      |
| Suspilne Kultura |      |

## Identité visuelle

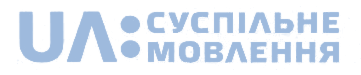
Logo de UA:PBC de 2015 à 2017.
Logo de UA:PBC de 2017 à 2019.
Logo de Suspilne de 2019 à 2022.
Logo de Suspilne depuis mai 2022.